# Battaglia di Issy
La battaglia di Issy fu combattuta tra il 2 e il 3 luglio 1815 nel villaggio di Issy, a sud-ovest di Parigi, a breve distanza dalla capitale stessa. Il risultato fu una vittoria per il generale prussiano Hans Ernst Karl von Zieten su un esercito francese comandato dal generale Dominique Vandamme e la conseguente definitiva capitolazione francese.

## Antefatti
Dopo la sconfitta francese nella battaglia di Waterloo, gli eserciti del duca di Wellington, del feldmaresciallo von Blücher e altre forze della settima coalizione, avanzarono su Parigi. Wellington e von Blücher continuarono le loro operazioni fino alle porte di Parigi e, il 30 giugno, ricorsero a un movimento che si rivelò decisivo per il destino della città. Il maresciallo von Blücher, occupati i villaggi di Aubervilliers, o Vertus, fece un movimento alla sua destra e, attraversata la Senna a Saint-Germain a sud della capitale, gettò tutta la sua forza proprio su questo lato della città dove non erano stati fatti preparativi per resistere a un nemico.
Questa fu una vera doccia fredda per i francesi; fu allora che la loro debolezza e la forza della coalizione furono chiare in modo tanto vistoso, perché proprio nel momento in cui gli eserciti di Wellington e di von Blücher erano separati e l'intero esercito francese si trovava in mezzo alle loro forze, i francesi non erano in grado di reagire per impedire il loro ricongiungimento.
Dopo la guerra, Lazare Carnot (il ministro degli Interni di Napoleone) avrebbe accusato Napoleone di non aver fortificato Parigi sul lato meridionale dichiarando di aver avvertito l'imperatore di questa minaccia. I francesi furono così costretti ad abbandonare tutte le opere che avevano costruito per la difesa della capitale, e spostarono il loro esercito attraverso la Senna per affrontare i prussiani.
Sebbene una brigata prussiana fosse stata sconfitta in una schermaglia a Rocquencourt vicino a Versailles, il movimento dei prussiani a destra non fu rilevato dai francesi. La mattina del 2 luglio, il I corpo prussiano sotto il comando del generale Graf von Zieten aveva la sua ala destra posizionata a Le Plessis-Robinson, la sua sinistra a Meudon, con le sue riserve a Versailles.

## L'attacco
Il 2 luglio Zieten avanzò verso i rilievi di Meudon e Châtillon e combatté una dura battaglia per il possesso di Sèvres, Moulineaux e Issy. Lo scontro fu ostinato ma i prussiani alla fine superarono tutte le difficoltà e riuscirono a posizionarsi saldamente sulle alture di Meudon e nel villaggio di Issy. Le perdite francesi durante questo giornata sono stimate in 3 000 uomini.

## Il contrattacco
Al consiglio di guerra francese, che si svolse nella notte tra il 2 e il 3 luglio a Parigi, fu deciso che non era praticabile la difesa della capitale contro i due eserciti della coalizione. Ciononostante, il comandante in capo francese, maresciallo Louis Nicolas Davout impose un altro tentativo di resistenza prima di accettare una definitiva sospensione delle ostilità.
Alle tre del mattino del 3 luglio, Vandamme, comandante del III Corpo francese, avanzò in due colonne da Vaugirard per attaccare Issy. Tra Vaugirard e la Senna aveva una considerevole forza di cavalleria, la cui parte anteriore era fiancheggiata da una batteria posizionata vantaggiosamente vicino Auteuil, sulla riva destra del fiume. L'azione iniziò con un vivace cannoneggiamento: i francesi avevano puntato venti pezzi di artiglieria contro la parte anteriore del villaggio che fu poi assalita con vigore dalla loro fanteria. Durante la notte, i prussiani avevano costruito barricate e altre difese, ma queste non li protessero dalle esplosioni dei colpi sparati su di loro dalle batterie francesi, i cui cannoni erano defilati tra le vie. Il 12º e il 24º reggimento prussiano e il 2º Landwehr della Westfalia, sostenuti da una mezza batteria da dodici libbre, combatterono con grande coraggio. Si registrarono molte perdite da entrambe le parti. Alla fine i francesi si ritirarono, ma solo per avanzare di nuovo, considerevolmente rinforzati.
Alla 2ª brigata prussiana fu immediatamente ordinato di unirsi alla 1ª, e tutte le truppe del I Corpo prussiano si misero in armi. Zieten contattò Blücher per richiedergli il supporto di due sue brigate del IV Corpo prussiano e, allo stesso tempo, chiese a Thielemann di avanzare (in conformità con le istruzioni che gli venivano trasmesse dal quartier generale) da Châtillon e di minacciare il fianco sinistro francese.
Nel frattempo i francesi rinnovarono il loro attacco su Issy che, tuttavia, si rivelò nuovamente infruttuoso. Questo fu seguito da un pesante cannoneggiamento e da ulteriori assalti, senza alcun vantaggio decisivo ottenuto sui difensori. I francesi non sembravano disposti ad avventurarsi in un attacco più generale che avrebbe probabilmente offerto loro maggiori possibilità di forzare la guardia avanzata prussiana; i comandanti francesi probabilmente consideravano che un simile attacco, in caso di fallimento, potesse finire con la periferia di Parigi facilmente conquistata dalle incombenti forze nemiche. Di conseguenza, dopo quattro ore di continui ma vani tentativi sulla posizione avanzata di Zieten, i francesi ripararono su Parigi, con gli schermagliatori prussiani che li seguirono fino a quando arrivarono a brevissima distanza dalle barriere che circondavano la città.

## Conseguenze
Issy fu l'ultimo tentativo dell'esercito francese di difendere Parigi e, con questa sconfitta, tutte le speranze di tenere Parigi svanirono. L'alto comando francese decise che avrebbe capitolato.
Di conseguenza, alle sette del mattino, i francesi cessarono il fuoco e il generale di brigata Jean Revest (capo dello stato maggiore del III corpo francese) fu incaricato di avvicinarsi al Corpo di Zieten, che era il più vicino alla capitale di tutte le forze della coalizione, per offrire una capitolazione e chiedere un immediato armistizio.
Informato dell'unilaterale cessate il fuoco dei francesi, Blücher pretese che questi fornissero ai delegati i pieni poteri negoziali prima che lui accettasse una definitiva sospensione delle ostilità e indicò il castello di Saint-Cloud come luogo in cui i negoziati sarebbero dovuti essere portati avanti. Quindi trasferì il suo quartier generale al castello.
Ufficiali muniti di pieni poteri dai rispettivi comandanti, si incontrarono presto a St. Cloud, dove il duca di Wellington si era unito al principe Blücher. Il risultato delle loro deliberazioni fu la resa di Parigi secondo i termini della Convenzione di St. Cloud.
Napoleone Bonaparte aveva già annunciato la sua abdicazione (24 giugno 1815); impossibilitato a rimanere in Francia o a fuggire, alcuni giorni dopo, il 15 luglio, si arrese al capitano della Royal Navy Frederick Maitland della HMS Bellerophon e fu trasportato in Inghilterra. Alla partenza dell'imperatore seguì la restaurazione della dinastia borbonica con il ritorno di Luigi XVIII. Napoleone Bonaparte fu esiliato sull'isola di Sant'Elena, dove sarebbe morto nel maggio 1821.